# ریخت‌شناسی گیاهی

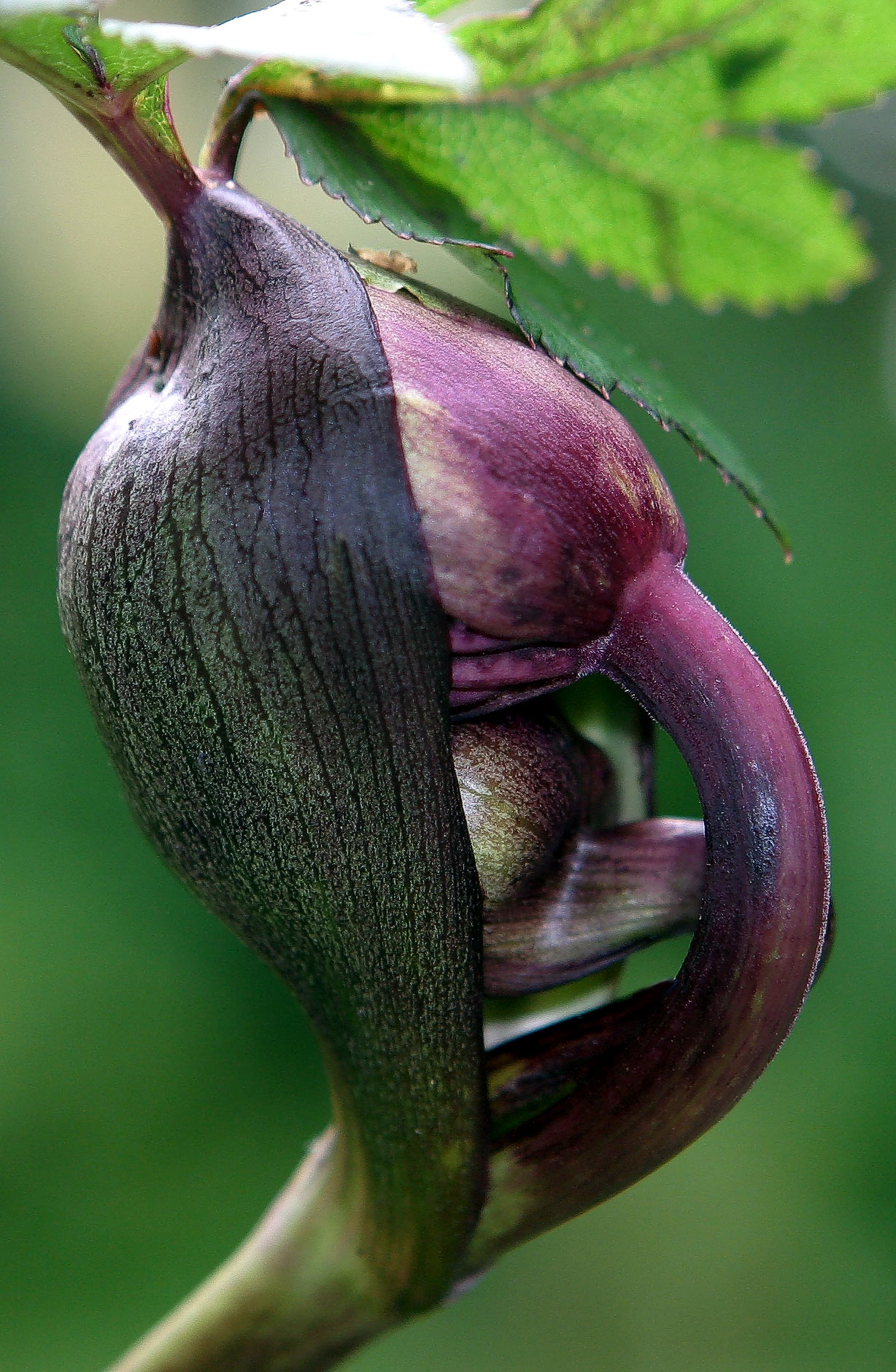
گل‌آذین emerging from protective coverings

ریخت‌شناسی گیاهی (به انگلیسی: phytomorphology، Plant morphology)، مطالعهٔ ریخت‌شناسی گیاهان است. این رشته معمولاً به عنوان رشته‌ای مجزا از کالبدشناسی گیاهی که مطالعهٔ کالبدشناسی داخلی گیاه به‌ویژه در سطح سلولی است در نظر گرفته می‌شود. ریخت‌شناسی گیاهی در تشخیص شکل ظاهری گیاهان مفید است.